# Saint-Julien-la-Vêtre
Saint-Julien-la-Vêtre korábbi község (település) Franciaországban, Loire megyében. 2019. január 1-jén Saint-Thurin községgel egyesült és delegált községként Vêtre-sur-Anzon új község része lett.
Lakosainak száma 358 fő (2018. január 1.). Saint-Julien-la-Vêtre Les Salles, Champoly, Noirétable, Saint-Didier-sur-Rochefort, Saint-Priest-la-Vêtre és Saint-Thurin községekkel határos.

## Népesség
A település népessége az elmúlt években az alábbi módon változott:
| Lakosok száma | 358  | 359  | 362  | 359  | 358  |
|               | 2013 | 2015 | 2016 | 2017 | 2018 |